# Чемпионат Москвы по футболу 1929 (осень)
Чемпионат Москвы по футболу 1929 (осень) стал ХХХ -м первенством столицы.
Чемпионат был проведен спортивными секциями при Московском Губернском Совете Профессиональных Союзов (МГСПС) и Московском Городском Совете Физической Культуры (МГСФК) как единое первенство — высшая (первая) группа разыгрывала первенство Москвы, все остальные группы — первенство МГСПС (официальное название турнира — Первенство Москвы и МГСПС).
Победителем среди первых команд стала «Трехгорка».

## Организация и проведение турнира
Чемпионат проводился в 9 группах по 8 команд (всего 64 клуба — в группе 8 играли команды VI—VIII группы 1), каждый из которых выставлял по 5 (группы 1-3), 4 (группа 4,5) и 3 команды. Чемпионы определялись по каждой из команд и в «клубном зачете» с учётом дифференцированного числа очков в зависимости от старшинства команды.
В первой группе выступало 8 клубов:
- «Трехгорка»
- ЦДКА
- «Пищевики»
- «Динамо»
- КОР
- РКимА
- «Пролетарий»
- «Пролетарская кузница»

По итогам первенства клуб, занявший последнее место, играл клубом переходный матч с победителем следующей группы.

## Ход турнира (1 группа, первые команды)
Чемпионат стартовал 18 августа. Игры прошли в один круг.
Турнир получился на редкость захватывающим, до последнего тура держа всех участников в напряжении (на финише первые четыре команды разделило всего одно очко). Все решилось буквально на последних минутах заключительных матчей: «Трехгорка», победив КОР 3:1, сумела опередить «Пищевиков» и «Пролетария» (сыгравших вничью 3:3), и лидировавшее до этого «Динамо», не в первый раз на финише турнира упустившее первенство, уступив «Пролетарской кузнице» 1:3.

### Турнирная таблица[3]
| № | Команды                | 1   | 2   | 3   | 4   | 5   | 6   | 7   | 8   | В | Н | П | М       | О  |
| - | ---------------------- | --- | --- | --- | --- | --- | --- | --- | --- | - | - | - | ------- | -- |
|   | «Трехгорка»            |     | 0:2 | 3:2 | 1:1 | 1:0 | 3:1 | 3:3 | 2:0 | 4 | 2 | 1 | 13 — 9  | 17 |
|   | «Пищевики»             | 2:0 |     | 1:4 | 3:3 | 1:2 | 2:1 | 4:0 | 4:1 | 4 | 1 | 2 | 17 — 11 | 16 |
|   | «Динамо»               | 2:3 | 4:1 |     | 3:2 | 1:3 | 6:2 | 3:1 | 1:1 | 4 | 1 | 2 | 20 — 13 | 16 |
| 4 | «Пролетарий»           | 1:1 | 3:3 | 2:3 |     | 3:3 | 7:3 | 3:1 | 2:1 | 3 | 3 | 1 | 21 — 15 | 16 |
| 5 | «Пролетарская кузница» | 0:1 | 2:1 | 3:1 | 3:3 |     | 1:2 | 2:5 | 2:2 | 2 | 2 | 3 | 13 — 15 | 13 |
| 6 | КОР                    | 1:3 | 1:2 | 2:6 | 3:7 | 2:1 |     | 2:1 | 5:1 | 3 | 0 | 4 | 13 — 21 | 13 |
| 7 | ЦДКА                   | 3:3 | 0:4 | 1:3 | 1:3 | 5:2 | 1:2 |     | 3:1 | 2 | 1 | 4 | 14 — 18 | 12 |
| 8 | РКимА                  | 0:2 | 1:4 | 1:1 | 1:2 | 2:2 | 1:5 | 1:3 |     | 0 | 2 | 5 | 7 — 16  | 9  |

Нельзя не отметить интересные результаты «Пролетарской кузницы»: в «отдельном» соревновании первых пяти команд она разделила бы первое место, в «отдельном» соревновании последних четырёх — последнее.

### Потуровая таблица
| № тура / Команда       | 1           | 2 | 3 | 5 | 4 | 6 | 7 |   |
| ---------------------- | ----------- | - | - | - | - | - | - | - |
| № тура / Команда       | «Трехгорка» | 4 | 3 | 4 | 2 | 4 | 4 | 1 |
| «Пищевики»             | 1           | 1 | 2 | 4 | 3 | 3 | 2 |   |
| «Динамо»               | 6           | 2 | 1 | 3 | 1 | 1 | 3 |   |
| «Пролетарий»           | 4           | 4 | 3 | 1 | 2 | 2 | 4 |   |
| «Пролетарская кузница» | 7           | 6 | 7 | 7 | 6 | 6 | 5 |   |
| КОР                    | 2           | 5 | 6 | 5 | 5 | 5 | 6 |   |
| ЦДКА                   | 8           | 8 | 5 | 6 | 7 | 7 | 7 |   |
| РКимА                  | 3           | 7 | 8 | 8 | 8 | 8 | 8 |   |

### Матчи
| 18 авг | «Пищевики»                                  | 4:0     | ЦДКА | ЦДКА |
| | - ? 2′ - Кривоносов 11′ - А.Поляков 25′ 75′ | (отчёт) |      |      |
| Пищевики: И.Филиппов - Ал.Старостин, Пав.Попов - С.Егоров, Ан.Старостин, Леута - Н.Старостин, П.Артемьев, Исаков, Кривоносов, А.Поляков ЦДКА: В.Матвеев - Пчеликов, Халкиопов - Пахомов, Стрепихеев, Никишин - Бочков, Калмыков, Ковалев, Рыбин, С.Ильин |                                             |         |      |      |

| 18 авг | «Динамо»        | 1:1     | РКимА            | «Динамо»         |
| | - Прокофьев 75′ | (отчёт) | - 85′ Г.Богданов | Зрителей: 10 000 |
| Динамо: Чулков - Карпенко,К.Фомин - Ленчиков, Коротков, Столяров - Титов, Савостьянов, Иванов, Макаров, Прокофьев РКимА: Холмогоров - Б.Аркадьев, Матвеев - К.Лемешев, А.Коротков, Бубенцов - Н.Сорокин, Брусникин, К.Блинков , В.Блинков, Г.Богданов |                 |         |                  |                  |

| 18 авг | «Пролетарий» | 1:1 | «Трехгорка» |  |

| 18 авг | КОР | 2:1 | «Пролетарская кузница» |  |

| 25 авг                                                                           | «Пищевики»                                                 | 4:1     | РКимА   | РКимА |
|                                                                                  | - Матвеев 28′ (авт.) - Леута 24′ - ?.Старостин 30′ - ? 77′ | (отчёт) | - ? 84′ |       |
| Пищевики: ... Ан.Старостин ~50', Леута, П.Артемьев, ... · РКимА: ... Матвеев ... |                                                            |         |         |       |

| 25 авг | «Динамо»                                                        | 6:2     | КОР                           | КОР                              |
| | - Иванов 28′ 63′ - Селин 40′ - Павлов 49′ 82′ - Савостьянов 74′ | (отчёт) | - 14′ Чеснов - 78′ Загрядсков | Зрителей: 8 000 Судья: Я.Медовар |
| Динамо: Чулков - Карпенко,К.Фомин - Лёнчиков, Селин , Мидлер - Титов, Савостьянов, Иванов, Павлов, Прокофьев КОР: Ильин - Смирнов, Хрусталёв - Новиков, С.Беляев, Майоров - Семёнов, Чеснов, Загрядсков, Б.Дементьев, Хромов |                                                                 |         |                               |                                  |

| 25 авг | ЦДКА | 3:3 | «Трехгорка» |  |

| 25 авг | «Пролетарий» | 3:3 | «Пролетарская кузница» |  |

| 8 сен | «Динамо»                                                      | 4:1     | «Пищевики»                    | В.Васильев                            |
| | - Селин 2′ - Иванов 19′ (пен.) - Савостьянов 30′ - Павлов 33′ | (отчёт) | - 52′ Леута - 81'(пен.) Леута | Стадион: им.Томского Зрителей: 10 000 |
| Динамо: Чулков - Карпенко,К.Фомин 42' - Лёнчиков, Селин , Столяров - Титов, Савостьянов, Иванов, Павлов, Прокофьев 61' · Пищевики: И.Филиппов - Ал.Старостин , Попов - С.Егоров, Ан.Старостин 61' , Литвейко - Баранов, П.Артемьев, Леута, Кривоносов, Поляков |                                                               |         |                               |                                       |

| 7 сен | «Пролетарий» | 7:3     | КОР | «Пролетарий» |
| |              | (отчёт) |     |              |
| «Пролетарий»: А.Глазунов - Зуев, Семенов - Макаров, И.Артемьев, И.Овечкин - Дмитриев, Помогаев, Румянцев, Гуров, Николаев КОР: Матчин - Хрусталев, Смирнов - Артемов, Беляев, Новиков - А.Семенов, Чеснов, ?.Загрядсков, Б.Дементьев, Ключарев |              |         |     |              |

| 7 сен | «Трехгорка» | 2:0     | РКимА | «металлистов» |
| |             | (отчёт) |       |               |
| Трехгорка: Леонов - Рущинский, Вас.Лапшин - В.Дубинин, Елисеев, Аронов - Панин, Мельников, В.Смирнов, ?.Филиппов, А.Холин РКимА: Холмогоров - Б.Аркадьев, Матвеев - К.Лемешев, А.Коротков, Бубенцов - Н.Сорокин, Гусев, К.Блинков, В.Блинков, Г.Богданов |             |         |       |               |

| 7 сен | ЦДКА | 5:2     | «Пролетарская кузница» | ЦДКА |
| |      | (отчёт) |                        |      |
| ЦДКА: В.Матвеев - Пчеликов, Халкиопов - Никишин, В.Стрепихеев, К.Пахомов - Бочков, Калмыков, Б.Ковалев, Рыбин, С.Ильин Пролетарская кузница: С.Москвин - С.Поляков, Эдельберг - М.Путистин, Сигачев, И.Иванов - Н.Васильев, Н.Троицкий, Решетов, Соколов, Шапошников |      |         |                        |      |

| 22 сен | «Трехгорка»                       | 3:2     | «Динамо»                  | «Трёхгорка»     |
| | - А.Холин 26′ - В.Смирнов 68′ 72′ | (отчёт) | - 32′ Павлов - 50′ Иванов | Зрителей: 8 000 |
| Трехгорка: Леонов - Рущинский , Вас.Лапшин - В.Дубинин, Елисеев, Аронов - Якушев, Мельников, В.Смирнов, И.Филиппов, А.Холин Динамо: Чулков - Карпенко, К.Фомин - Лёнчиков, Селин , Столяров - Титов, Савостьянов, Иванов, Павлов, Прокофьев |                                   |         |                           |                 |

| 22 сен | «Пролетарская кузница» | 2:1     | «Пищевики» | им.Томского    |
| |                        | (отчёт) |            | Судья: П.Бозов |
| Пролетарская кузница: С.Москвин - Шибанов ... · Пищевики: ... С.Егоров 2', Леута , А.Поляков , Кривоносов, Исаков... |                        |         |            |                |

| 22 сен | КОР | 5:1 | РКимА |  |

| 22 сен | «Пролетарий» | 3:1 | ЦДКА |  |

| 19 сен | «Динамо»                                  | 3:2     | «Пролетарий»                 | «Динамо»        |
| | - Прокофьев 25′ - Павлов 36′ - Иванов 82′ | (отчёт) | - 44′ Гуров - 68′ Грузинский | Зрителей: 8 000 |
| Динамо: Чулков - Карпенко, К.Фомин - Лёнчиков, Селин , Столяров - Титов, Савостьянов, Иванов, Павлов, Прокофьев «Пролетарий»: Глазунов - Поляков, М.Соколов - Макаров, И.Артемьев , И.Овечкин - Николаев, Гуров, Румянцев, Помогаев, Грузинский |                                           |         |                              |                 |

| 25 сен                                                                                                  | «Пищевики»                     | 2:0     | «Трехгорка» | «Трехгорка»         |
| | - Н.Старостин 83′ - Кривоносов | (отчёт) |             | Судья: В.Стрепихеев |
| Пищевики: ... Н.Старостин, Кривоносов... Трехгорка: Леонов - Рущинский, Елисеев - ..., С.Артемьев ... - |                                |         |             |                     |

| 26 сен | КОР           | 2:1 | ЦДКА   | КОР               |
| | - 1:0′ - 2:0′ |     | - 2:1′ | Судья: В.Васильев |
| КОР: ... - Смирнов, Хрусталёв - Новиков, С.Беляев, ... - А.Семёнов, Чеснов, Загрядсков, Б.Дементьев, ... ЦДКА: В.Матвеев - Пчеликов, Халкиопов - Пахомов, В.Стрепихеев, Спиридонов - Бочков, Калмыков, Ковалёв, Тюльпанов, С.Ильин |               |     |        |                   |

| до 26 сен | «Пролетарская кузница» | 2:2 | РКимА |  |

| 28 сен | «Динамо»                                    | 3:1     | ЦДКА         | «Динамо»                       |
| | - Савостьянов 25′ - Иванов 55′ - Павлов 79′ | (отчёт) | - 9′ С.Ильин | Зрителей: 8 000 Судья: Н.Попов |
| Динамо: Чулков - Карпенко, К.Фомин - Лёнчиков, Селин , Столяров - Макаров, Савостьянов, Иванов, Павлов, Прокофьев ЦДКА: В.Матвеев - Пчеликов , Халкиопов - Пахомов, В.Стрепихеев, Спиридонов - Бочков, Калмыков, Ковалёв, Рыбин, С.Ильин |                                             |         |              |                                |

| 28 сен | «Пищевики» | 2:1 | КОР |  |

| 29 сен | «Трехгорка» | 1:0 | «Пролетарская кузница» |  |

| 29 сен | «Пролетарий» | 2:1 | РКимА |  |

| 5 окт | «Пролетарская кузница»                          | 3:1     | «Динамо»                        | «Динамо»                          |
| | - Соколов 12′ - Н.Троицкий 65′ - Шапошников 89′ | (отчёт) | - 41′ Павлов - 75'(пен.) Иванов | Зрителей: 8 000 Судья: В.Васильев |
| Пролетарская кузница: С.Москвин - С.Поляков, Зуев - И.Иванов, Сигачёв , М.Путистин - Грязнов, Н.Троицкий, Решетов, Соколов, Шапошников · Динамо: Савельев - Карпенко, К.Фомин - Ленчиков, Селин 15', Столяров - Макаров, Савостьянов, Иванов, Павлов, Прокофьев |                                                 |         |                                 |                                   |

| 5 окт | «Пищевики»                      | 3:3     | «Пролетарий»                              | им.Томского |
| | - ? 1:0′ - ? 20′ - Путилин 3:1′ | (отчёт) | - 2:1′ ? - 75′ Помогаев - 3:3′ Грузинский |             |
| Пищевики: И.Филиппов - Ал.Старостин, Пав.Попов - С.Егоров, Ан.Старостин, Леута - Н.Старостин, П.Артемьев, Исаков, Кривоносов, Путилин «Пролетарий»: Глазунов - М.Соколов, ... Гуров, Помогаев, Грузинский, ... |                                 |         |                                           |             |

| 5 окт | «Трехгорка» | 3:1 | КОР |  |

| 5 окт | ЦДКА | 3:1 | РКимА |  |

### Традиционный товарищеский матч чемпиона Москвы со сборной Москвы
| 20 окт | Москва     | 1:0     | «Трехгорка» |  |
| | - Помогаев | (отчёт) |             |  |
| Москва: И.М.Филиппов - Ал.Старостин, К.Фомин - Помогаев, Селин, Леута - Н.Старостин, П.Артемьев, Кривоносов, В.Блинков, С.Ильин Трехгорка: Леонов - Рущинский, Вас.Лапшин - В.Дубинин, Елисеев, Левин - Якушев, В.Смирнов, Мельников, И.И.Филиппов, М.Сушков |            |         |             |  |

## Клубный зачет

### Первая группа
Победители в «младших» командах
- II — ЦДКА
- III — ЦДКА или РКимА[18]
- IV — «Пролетарская кузница»
- V — РКимА
- «Клубный зачет» — «Динамо» (также в упорнейшей борьбе с ещё четырьмя клубами — первый и пятый клубы разделили всего 20 очков — чуть больше, чем цена разницы между победой и поражением в первых командах).
- Последнее место — РКимА, который, тем не менее, в переигровке победил «клубом» победителя второй группы — «Красный Текстильщик» Орехово — и сохранил место в первой группе.

### «Младшие» группы
«Клубный зачет»
- II — «Красный Текстильщик» Орехово
- III — «Медики»
- IV — «Профинтерн»
- V — «Текстильщик» Реутово
- VI — «Мытищи»
- VII — Фабрика «свобода»
- VIII — ЦДКА (VI—VIII команды)
- IХ — «Строители»